# سبزقبای سینه‌یاسی
سبزقبای سینه‌یاسی (نام علمی: Coracias caudatus) نام یک گونه از سرده سبزقباهای رنگین است. سبزقبای سینه‌یاسی به‌طورگسترده‌ای در منطقهٔ جنوبی آفریقای سیاه و در جنوب شبه‌جزیره عربستان زندگی می‌کند. این پرنده بیشه‌زار باز و گرم‌دشت را ترجیح می‌دهد و در مکان‌های بی‌درخت وجود ندارد. این پرنده به‌طور آشکاری در بالای درختان، ستون‌ها یا دیگر نقاط مرتفع، جایی که بتواند حشرات، مارمولک‌ها، عقرب‌ها، حلزون‌ها، پرندگان کوچک و جوندگان را در حال حرکت بر روی زمین ببیند، لانه می‌سازد.

## نگارخانه

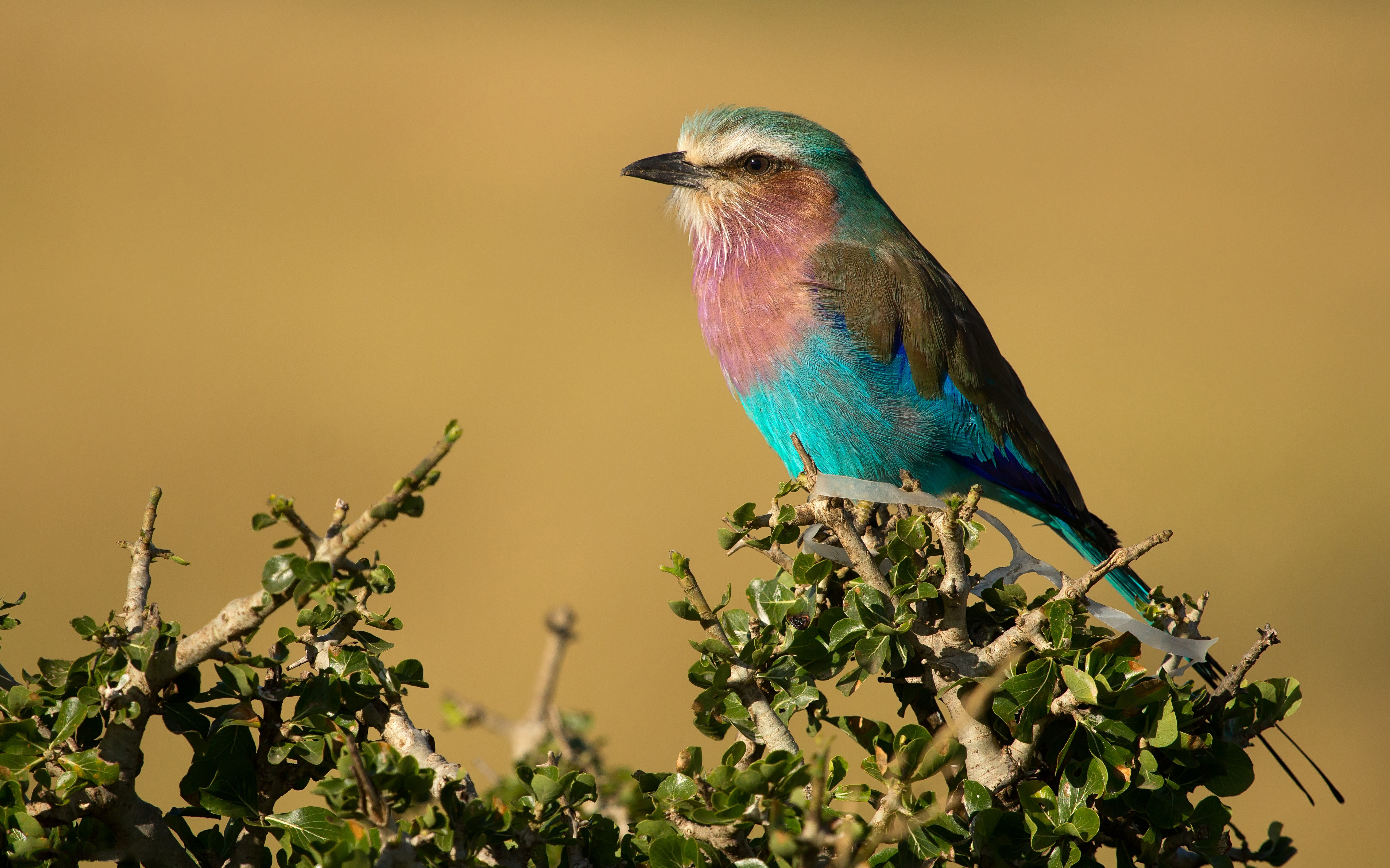
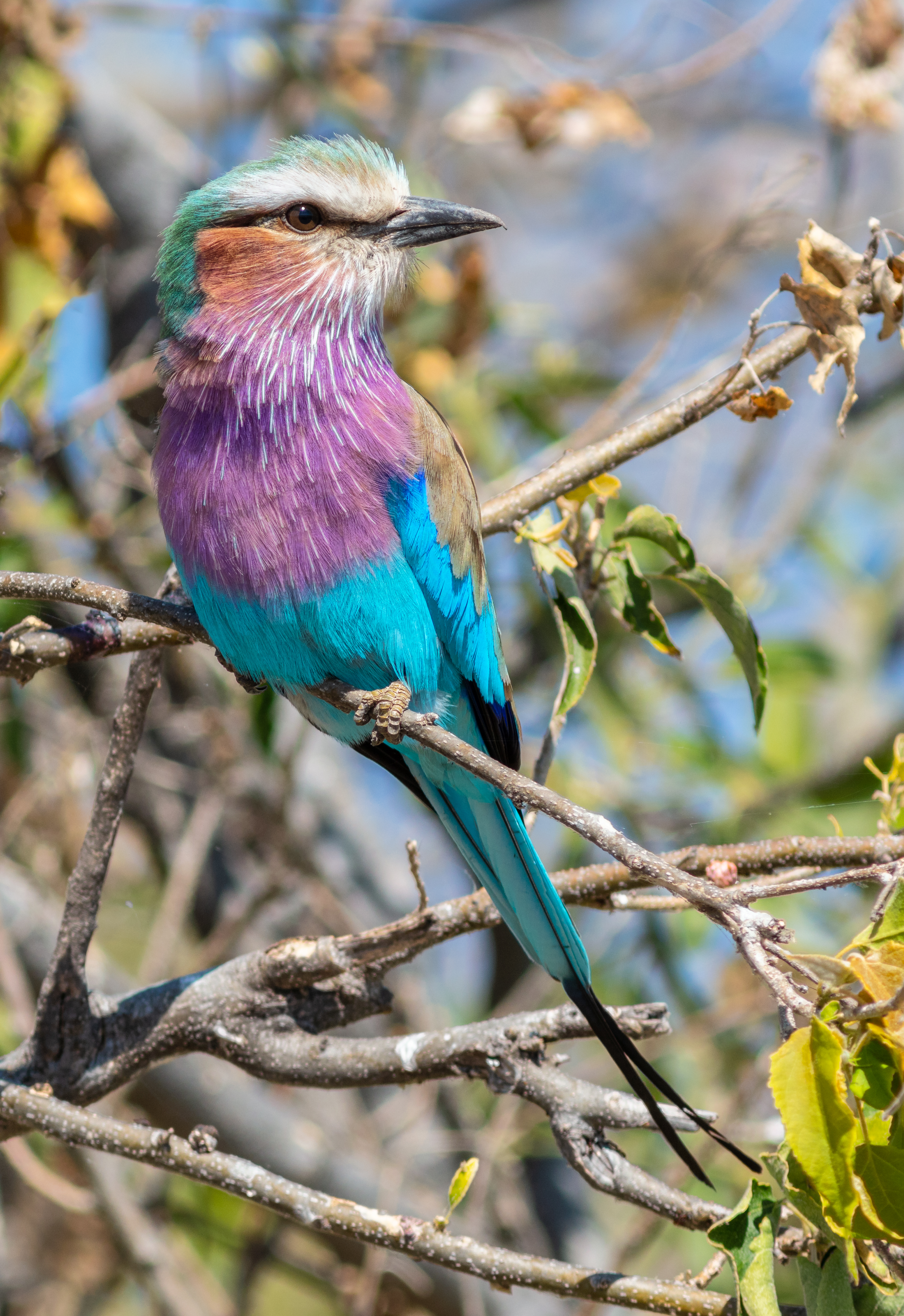
سبزقبای سینه‌یاسی در پارک ملی چوبه در بوتسوانا
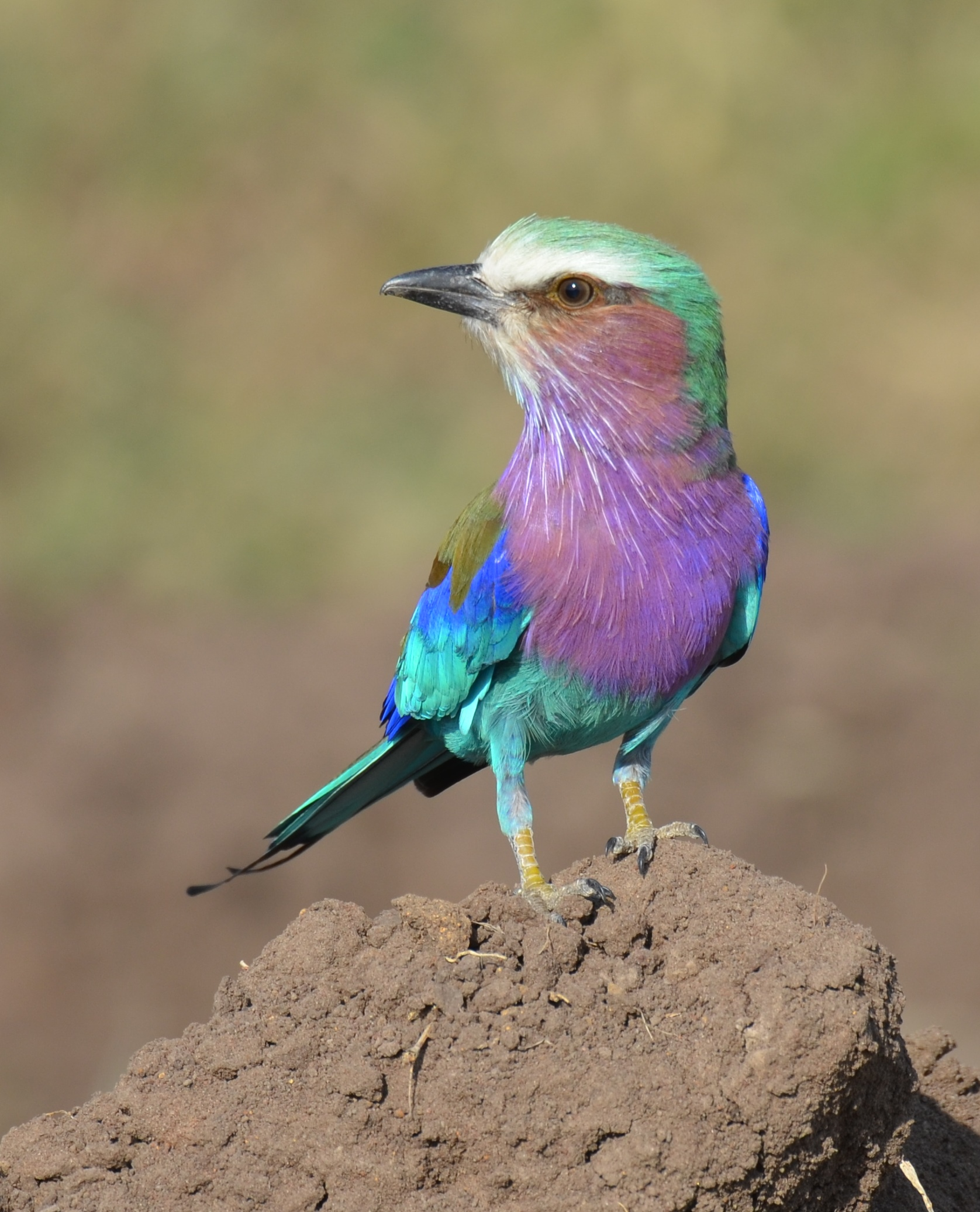
پرندهٔ بالغ در کنیا
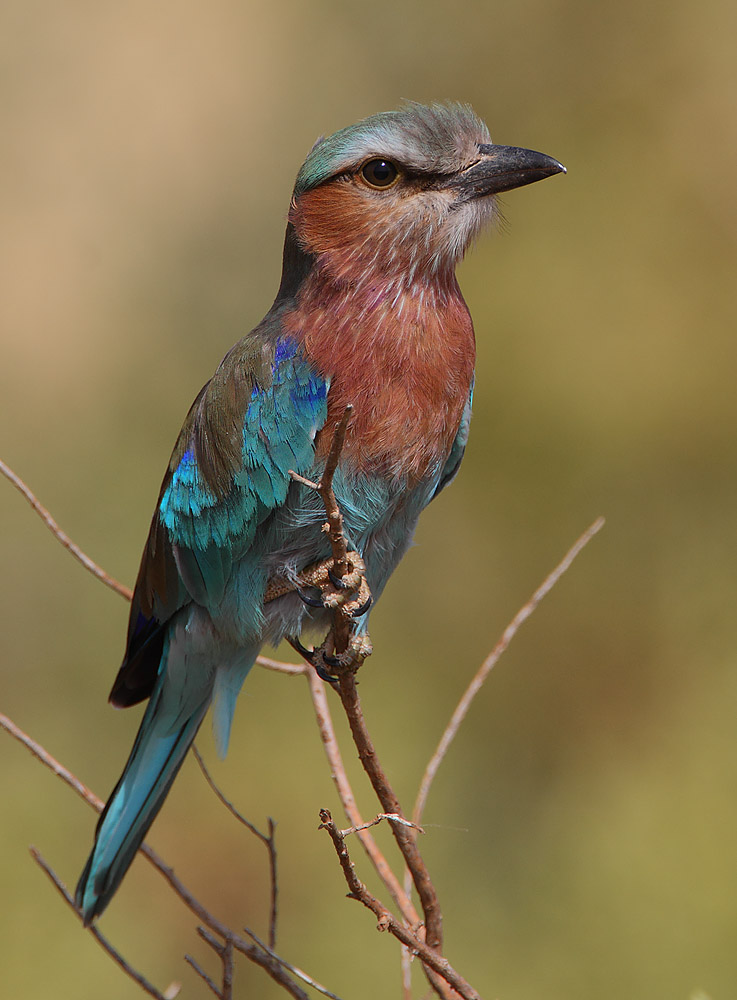
پرندهٔ جوان